# Spartanburg, Južna Karolina
Spartanburg grad u američkoj državi Južnoj Karolinii središte je istoimenog okruga. Spartanburg je smješten u podnožju planina Blue Ridge.
Populacija je 2000. godine iznosila: 39,673, a blizu 50% stanovništva je crnačko. U gradu se nalazi jedno sveučilište ' University Of South Carolina At Spartanburg ' i 6 koledža, pa je često nazivan i "College Town," to su: Spartanburg Technical College, Wofford College, Converse College, Spartanburg Methodist College, Sherman College Of Straight Chiropractic i Piedmont College Of Hair Design. Izložen je čestim naljetima tornada. 